# Watsonarctia casta
Watsonarctia casta là một loài bướm đêm thuộc phân họ Arctiinae, họ Erebidae.